# 圓鱉甲蝸牛屬
圓鱉甲蝸牛屬，又名圓楯蝸牛屬或圓鼈甲蝸牛屬，是柄眼目鱉甲蝸牛之下的一個屬。

## 物種
本屬包括下列各物種：
- 琉球鳖甲蜗牛 Ovachlamys fulgens (G.P.L.K. Gude, 1900)[2]：模式產地位於琉球群島[3]。
- Ovachlamys kandai M. Azuma, 1978[2]